# ویکی‌سفر عبری
ویکی‌سفر عبری نسخهٔ زبان عبری وبگاه ویکی‌سفر است؛ که در تاریخ ۲۱ مارس ۲۰۱۳ ایجاد گردید.

## تاریخچه
نسخه زبان عبری ویکی‌سفر هم‌اکنون، با بیش از ۲۰۶۸ راهنمای سفر، در ردهٔ یازدهم ویکی‌سفرها قرار دارد.